# Guarda-Roupa (canção)
Guarda Roupa é uma canção gravada por Fred & Fabrício, com participação especial de Hugo & Guilherme, lançada em 26 de janeiro de 2023 pela Som Livre, sendo o segundo single do terceiro álbum ao vivo Acústico de Primeira 2. A música de Fred Liel, Matheus Neves e Renato Sousa, ganhou certificações de disco de ouro e disco de platina duplo pela PMB.

## Antecedentes
A música, originalmente, foi feita para ser gravada no segundo álbum ao vivo, intitulado Ao Quadrado, lançado em 2022. A ideia da dupla era que a participação especial fosse da cantora Marília Mendonça, por escolha da própria, até que, em 5 de novembro de 2021, um mês antes da gravação do álbum, a mesma faleceu. A canção foi executada na gravação do álbum, mas a dupla não gostou do resultado, por conta da voz de Fabrício, o que foi muito comentado pelos fãs, na época.

### História
“Essa música surgiu numa tarde em Itumbiara. Estávamos num processo de composição para o nosso primeiro DVD, no qual contaríamos com a participação de Marília Mendonça, Jorge & Mateus e Hugo & Guilherme. Quando terminamos de criar essa faixa, logo percebi que era a cara do Jorge & Mateus, mas a Marília gostou demais e logo disse que seria essa que ela gravaria conosco. Mas não conhecemos o tempo e os planos de Deus. Na semana antecedente ao DVD ‘Ao Quadrado’, Marília faleceu e Jorge & Mateus testaram positivo para COVID-19 no dia da gravação. Então, somente no projeto ‘Acústico de Primeira 2’, acabamos gravando ‘Guarda Roupa’, agora com Hugo & Guilherme, que nos surpreenderam como uma participação inesperada no dia da gravação, foi incrível.”, comenta Fred.
E no final da música, Fabrício grita: "Marília Mendonça, essa é pra você!".

## Recepção

### Desempenho nas tabelas musicais
| País/Parada             | Melhor posição |
| ----------------------- | -------------- |
| Brasil (Top 100 Brasil) | 13             |

### Certificações
| País (Provedor) | Certificação | Data | Vendas certificadas |
| --------------- | ------------ | ---- | ------------------- |
| Brasil (PMB)    | Ouro         | 2023 | +40 000             |
| Brasil (PMB)    | 2× Platina   | 2023 | +160 000            |
| Brasil (PMB)    | 3× Platina   | 2024 | +240 000            |